# Тусе
Тоусин Мајкл Чиза (швед. Toussaint Michael Chiza; Киншаса, 1. јануар 2002), познатији као Тусе, је конгоанско-шведски певач који је представљао Шведску на Песми Евровизије 2021. године.

## Биографија
Чиза је рођен у Демократској Републици Конго, када је имао пет година морао је да напусти своју земљу. Живео је у Уганди у избегличком кампу са својом тетком три године. У Шведску је дошао као избеглица са само 8 година. Учествовао је као певач у шведском талент шоу Таланг 2018. године и стигао је до полуфинала пре него што је елиминисан. Тусе је био финалиста шведског Идола 2019. године, заједно са Фредијем Лиљегреном, и на крају је проглашен за победника у финалу.
Тусе је учествовао на Мелодифестивалену 2021. године са песмом „Voices“. Победио је са 175 бодова. Као резултат тога, представљао је Шведску на такмичењу за песму Евровизије 2021. у Ротердаму. После прве пробе Евровизије, Тусе је био жртва расистичких коментара на друштвеним мрежама.
У полуфиналу Тусе је успео да се пласира у финале 22. маја. У финалу је својом песмом стигао до 14. места.

## Дискографија

### Синглови
| Title                        | Year |
| ---------------------------- | ---- |
| "How Will I Know"            | 2019 |
| "Rain"                       | 2019 |
| "Innan du går"               | 2020 |
| "Jag tror på sommaren"       | 2020 |
| "Crash"                      | 2020 |
| "Voices"                     | 2021 |
| "Grow"                       | 2021 |
| "This Is Our Christmas Song" | 2021 |